# Košarkarski klub Union Olimpija
Košarkarski klub Union Olimpija o KK Union Olimpija, conocido por motivos de patrocinio como Petrol Olimpija, es un equipo de baloncesto profesional de Eslovenia que juega en la Telemach League, la máxima categoría del baloncesto esloveno, en la ABA Liga y en la segunda competición europea, la Eurocup. Fue fundado en 1946 como parte de otro club más grande denominado Svodova para competir en la liga de baloncesto de Yugoslavia. Posteriormente el nombre de la entidad cambió varias veces: Enotnost (1947-1954), AŠK Olimpija (1955-1976), Brest Olimpija (1977-1978), Iskra Olimpija (1979-1982), Smelt Olimpija (1984, 1986-1996), hasta finalmente adoptar su denominación actual en 1997.
El equipo disputó inicialmente sus encuentros como local en el Gimnasio Tabor, para posteriormente trasladarse al Dvorana Tivoli, que tenía capacidad para 6000 espectadores, en 1965. El club se fue a su nuevo pabellón, inaugurado en 2010, el Arena Stožice, con capacidad para 12 500-13 000 espectadores.

## Nombres
El club fue fundado en 1946 como la sección de baloncesto del mayor club deportivo Svoboda. Más tarde se cambió de nombre unas cuantas veces, desde Enotnost (1947–54)   AŠK Olimpija (1955–76), Brest Olimpija (1977–78), Iskra Olimpija (1979–82), ZZI Olimpija (1983), Smelt Olimpija (1984, 1986–96), y finalmente, Union Olimpija (1997-presente). En los últimos cinco nombres de equipo se incluyen los patrocinadores del equipo.

## Posiciones en liga
- 1992 (1)
- 1993 (1)
- 1994 (1)
- 1995 (1)
- 1996 (1)
- 1997 (1)
- 1998 (1)
- 1999 (1)
- 2000 (3)
- 2001 (1)
- 2002 (1)
- 2003 (2)
- 2004 (1)
- 2005 (1)
- 2006 (2)
- 2007 (2)
- 2008 (1)
- 2009 (1)
- 2010 (1)
- 2011 (2)
- 2012 (2)
- 2013 (2)

## Liga Adriática
El Olimpija ha disputado todas las ediciones de la Liga Adriática desde su inauguración en 2001/02.
- 2001/02 (1.º)
- 2002/03 (3.º)
- 2003/04 (3.º)
- 2004/05 (4.º)
- 2005/06 (10.º)
- 2006/07 (8.º)
- 2007/08 (7.º)
- 2008/09 (9.º)
- 2009/10 (4.º)
- 2010/11 (2.º)
- 2011/12 (6.º)
- 2012/13 (8.º)
- 2013/14 (10.º)
- 2014/15 (5.º)
- 2015/16 (7.º)
- 2016/17 (11.º)

## Palmarés

### En Yugoslavia
- 6 veces campeón de Liga (1957, 1959, 1961, 1962, 1966, 1970).

### En Eslovenia
- 15 veces campeón de Liga: de 1992 a 1999, 2001-2002, de 2004 a 2006, 2008 y 2009
- 19 veces campeón de la Copa de Eslovenia: de 1992 a 1995, de 1997 a 2003, 2005–2006  2008, 2009, 2010, 2011, 2012 y 2013
- 7 veces campeón de la Supercopa eslovena: 2003, 2004, 2005, 2007, 2008, 2009, 2013

### Competiciones internacionales
- Campeón de la Liga del Adriático 2001-2002
- 3.ª plaza en la Euroliga 1996-1997
- Semifinales Euroliga 1962, 1967 (Final Four)
- Campeón de la liga SBA 1994, 1995
- Campeón Copa Saporta 1994

## Actuaciones Individuales

### Euroliga
| Season  | Name                         | Award                                        |
| ------- | ---------------------------- | -------------------------------------------- |
| 2001–02 | Beno Udrih                   | Euroleague Weekly MVP                        |
| 2003–04 | Dženan Rahimić               | Euroleague Weekly MVP                        |
| 2006–07 | Teemu Rannikko               | Euroleague Weekly MVP                        |
| 2007–08 | Marko Milič                  | Euroleague Weekly MVP                        |
| 2009–10 | Matt Walsh                   | Euroleague Weekly MVP                        |
| 2010–11 | Goran Jagodnik Kenny Gregory | Euroleague Monthly MVP Euroleague Weekly MVP |

### Eurocup
| Season  | Name            | Award              |
| ------- | --------------- | ------------------ |
| 2013–14 | Sasu Salin      | Eurocup Weekly MVP |
| 2014–15 | Halil Kanačević | Eurocup Weekly MVP |

### Liga Adriática
| 2001–02 | Sandro Nicević     | Adriatic League Weekly MVP |
| 2001–02 | Jasmin Hukić       | Adriatic League Weekly MVP |
| 2001–02 | Jurica Golemac     | Adriatic League Weekly MVP |
| 2001–02 | Jure Zdovc         | Adriatic League Final MVP  |
| 2004–05 | Vladimir Boisa     | Adriatic League Weekly MVP |
| 2005–06 | Teemu Rannikko     | Adriatic League Weekly MVP |
| 2005–06 | Yotam Halperin     | Adriatic League Weekly MVP |
| 2006–07 | Teemu Rannikko     | Adriatic League Weekly MVP |
| 2007–08 | Jasmin Hukić       | Adriatic League Weekly MVP |
| 2007–08 | Goran Dragić       | Adriatic League Weekly MVP |
| 2008–09 | Vladimir Golubović | Adriatic League Weekly MVP |
| 2008–09 | Lorinza Harrington | Adriatic League Weekly MVP |
| 2009–10 | Matt Walsh         | Adriatic League Weekly MVP |
| 2009–10 | Gašper Vidmar      | Adriatic League Weekly MVP |
| 2011–12 | Damir Markota      | Adriatic League Weekly MVP |
| 2012–13 | Aron Baynes        | Adriatic League Weekly MVP |
| 2012–13 | Jaka Blažič        | Adriatic League Weekly MVP |
| 2013–14 | Deividas Gailius   | Adriatic League Weekly MVP |
| 2014–15 | Alen Omić          | Adriatic League Weekly MVP |

### Grandes Jugadores Euroliga
- Šarūnas Jasikevičius

### Basketball Hall of Fame
- Krešimir Ćosić

### FIBA Hall of Fame
- Krešimir Ćosić
- Ivo Daneu

## Jugadores del Olimpija que jugaron en la NBA
| - Radisav Čurčić - Marko Milič - Radoslav Nesterovič - - Vladimir Stepania - Boštjan Nachbar - Primož Brezec - Soumaila Samake | - Šarūnas Jasikevičius - Walter Berry - Beno Udrih - Jiří Welsch - Aleksandar Radojević - - Ratko Varda - Olumide Oyedeji | - Jimmy Oliver - DeMarco Johnson - Goran Dragić - Lorinza Harrington - Uroš Slokar - Matt Walsh - Damir Markota | - Damjan Rudež - Kevinn Pinkney - Danny Green - Aron Baynes - Cedrick Jackson |

### Jugadores destacados
| - Eslovenia: - Borut Bassin - - Sani Bečirovič - Jaka Blažič - Primož Brezec - Ivo Daneu - Jaka Daneu - Goran Dragić - - Gregor Fučka - Boris Gorenc - Dušan Hauptman - Roman Horvat - Goran Jagodnik - Vinko Jelovac - Goran Jurak - Jaka Klobučar - Slavko Kotnik - Domen Lorbek - Erazem Lorbek - Marko Milič - Boštjan Nachbar - Radoslav Nesterovič - Sašo Ožbolt - Pavle Polanec - Uroš Slokar - Slobodan Subotič - Marko Tušek - Beno Udrih - Samo Udrih - Gašper Vidmar - Peter Vilfan - Jurij Zdovc - Miha Zupan - Aljoša Žorga | - Australia: - Aron Baynes - Bosnia y Herzegovina: - Edin Bavčić - - Mirza Begić - Jasmin Hukić - - Ivica Jurković - Haris Mujezinović - - Aleksej Nešović - Aleksandar Radojević - - Hasan Rizvić - - Emir Sulejmanović - - Ratko Varda - Croacia - Marino Baždarić - Krešimir Ćosić - - Jurica Golemac - Emilio Kovačić - - Marijan Kraljević - - Damir Markota - - Stipe Modrić - Sandro Nicević - Joško Poljak - - Dženan Rahimić - Damjan Rudež - Luka Žorić - República Checa - Jiří Welsch - Finlandia - Teemu Rannikko - Sasu Salin | - Georgia - - Vladimir Boisa - Manuchar Markoishvili - Giorgi Shermadini - - Vladimir Stepania - Holanda - Remon Van de Hare - Israel - Yotam Halperin - Letonia - Dāvis Bertāns - Roberts Štelmahers - Lituania - Šarūnas Jasikevičius - Mindaugas Žukauskas - Mali - Soumaila Samake - Montenegro - Vladimir Dašić - Vladimir Golubović - Goran Jeretin - Suad Šehović - Nigeria - Aloysius Anagonye - Tunji Awojobi - Olumide Oyedeji - Polonia - Szymon Szewczyk - Puerto Rico - Andrés Rodríguez (baloncestista) | - Macedonia del Norte - Dušan Bocevski - - Vlado Ilievski - Rusia - Vitaly Nosov - Holanda - Remon Van de Hare - Serbia - Nemanja Aleksandrov - Radisav Čurčić - Turquía - Ender Arslan - USA - Walter Berry - Danny Green - Kenny Gregory - Lorinza Harrington - Darren Henrie - DeMarco Johnson - - Ariel McDonald - Jimmy Oliver - Dylan Page - Marque Perry - Kevinn Pinkney - John Taylor - Deon Thompson - Matt Walsh - Dominic Waters - - Ben Woodside |  |

### Entrenadores destacados
- Zmago Sagadin (1985–1995, 1996–2002, 2005–2006)
- Tomo Mahorič (2002–2003, 2006)
- Sašo Filipovski (2003–2005, 2011-2013)
- Memi Bečirović (2007–2008)
- Aleksandar Džikić (2008)
- Jure Zdovc (2008–2011)
- Aleš Pipan (2013-2015)